# Долини (Сілецький старостинський округ)
Доли́ни (до 1989 року — Долина) — село в Україні, в Шептицькому районі Львівської області. Населення становить 254 особи.

## Населення

### Мова
Розподіл населення за рідною мовою за даними перепису 2001 року:
| Мова       | Кількість | Відсоток |
| ---------- | --------- | -------- |
| українська | 254       | 100%     |